# Pseudolychas pegleri
Espèce
Synonymes
- Lychas pegleri Purcell, 1901
- Pseudolychas pegleri nigrimanus Kraepelin, 1911
- Pseudolychas multicarinatus Hewitt, 1925

Pseudolychas pegleri est une espèce de scorpions de la famille des Buthidae.

## Distribution
Cette espèce se rencontre en Afrique du Sud dans les provinces du KwaZulu-Natal, du Mpumalanga et du Cap-Oriental, au Mozambique et en Eswatini,.

## Description
La femelle syntype mesure 30,5 mm.
Les mâles mesurent de 24,9 à 29,3 mm et les femelles de 28,8 à 29,0 mm.

## Systématique et taxinomie
Cette espèce a été décrite sous le protonyme Lychas pegleri par Purcell en 1901. Elle est placée dans le genre Pseudolychas par Kraepelin en 1911.

## Étymologie
Cette espèce est nommée en l'honneur d'Alice Pegler.

## Publication originale
- Purcell, 1901 : « On some South African Arachnida belonging to the orders Scorpiones,Pedipalpi and Solifugae. » Annals of the South African Museum, vol. 2, p. 137-225 (texte intégral).